# Envie (Italie)
Pour les articles homonymes, voir Envie (homonymie).
Envie est une commune de la province de Coni dans la région Piémont en Italie.

## Administration
| Période                                  | Période  | Identité        | Étiquette     | Qualité |
| ---------------------------------------- | -------- | --------------- | ------------- | ------- |
| 8 juin 2009                              | En cours | Roberto Mellano | Ligue du Nord |         |
| Les données manquantes sont à compléter. |          |                 |               |         |

### Hameaux
Occa

### Communes limitrophes
Barge, Revello, Rifreddo, Sanfront